# Tachina sacontala
Tachina sacontala är en tvåvingeart som beskrevs av Walker 1849. Tachina sacontala ingår i släktet Tachina och familjen parasitflugor. Inga underarter finns listade i Catalogue of Life.